# Nowhere (película de 2020)
Nowhere es una película dramática de 2020 coproducida entre Colombia y los Estados Unidos, dirigida y escrita por los hermanos David y Francisco Salazar. Estrenada el 19 de noviembre de 2020 en las salas colombianas, obtuvo el premio a Mejor Ópera Prima en el Festival Villa del Cine en el municipio de Villa de Leyva y participó en otros eventos internacionales como los festivales Outshine, ImageOut, Omovies y Woods Hole, entre otros.

## Sinopsis
Sebastián y Adrián son una pareja homosexual que han encontrado refugio y libertad en tierras norteamericanas, alejados de la tradicionalista sociedad colombiana y de los juzgamientos de sus padres. Sin embargo, Sebastián afronta problemas con su situación migratoria y Adrián deberá enfrentarse a la terrible decisión de regresar a su país natal y confesar su homosexualidad ante sus seres queridos o luchar por su verdadero amor.

## Reparto
- Miguel González es Adrián
- Juan Pablo Castiblanco es Sebastián
- Daniel Espinosa es Juan
- Melissa Cardona es Sandra
- Nathalie Rangel es Stephanie
- Victoria Ric es Claudia
- Evan Sudarsky es Mark